# Роберт Геленіус
Роберт Габріель Хеленіус (фін. Robert Gabriel Helenius, 2 січня 1984, Стокгольм) — фінський професійний боксер, призер чемпіонату Європи серед аматорів, чемпіон Європи за версією EBU (2011—2012) у важкій вазі.

## Аматорська кар'єра
На чемпіонаті світу 2005 переміг Девіда Прайса (Англія), але в наступному бою програв Рустаму Саїдову (Узбекистан).
На чемпіонаті Європи 2006 завоював срібну медаль.
- В 1/8 фіналу переміг Богдана Діну (Румунія) — RSCI 1
- В 1/4 фіналу переміг Мохамеда Самуді (Франція) — RSC 2
- У півфіналі переміг Курбана Ґюнебакан (Туреччина) — RSCO 2
- У фіналі програв Ісламу Тимурзієву (Росія) — 14-32

## Професіональна кар'єра
Роберт Геленіус не зумів кваліфікуватися на Олімпійські ігри 2008 і перейшов до професійного боксу.
Впродовж 2008—2009 років провів дев'ять переможних боїв. У січні 2010 року здобув дуже важливу для подальшої кар'єри перемогу нокаутом у восьмому раунді над колишнім чемпіоном світу Леймоном Брюстером (США).
2 квітня 2011 року Роберт Геленіус нокаутував у дев'ятому раунді колишнього чемпіона світу Семюеля Пітера (Нігерія), а 27 серпня 2011 року нокаутував теж у дев'ятому раунді ще одного колишнього чемпіона світу Сяргєя Ляховича (Білорусь).
3 грудня 2011 року Роберт Геленіус вийшов на бій за вакантний титул чемпіона Європи за версією EBU у важкій вазі проти Дерека Чісори (Велика Британія). Бій завершився перемогою Геленіуса розділеним рішенням суддів.
На шляху до бою за звання чемпіона світу 2 квітня 2016 року у Гельсінкі в бою за вакантний титул WBC Silver у важкій вазі на очах співвітчизників Роберт Геленіус несподівано зазнав першої в профікар'єрі поразки, програвши нокаутом у шостому раунді Йоганну Дуапау (Франція).
28 жовтня 2017 року в бою за вакантний титул WBC Silver у важкій вазі Геленіус зазнав другої поразки одностайним рішенням суддів від Ділліана Вайта (Велика Британія).
7 березня 2020 року Роберт Геленіус здобув перемогу нокаутом у четвертому раунді над Адамом Ковнацьким (Польща), завоювавши вакантний титул WBA Gold у важкій вазі. В реванші, що відбувся 9 жовтня 2021 року, Геленіус знов переміг достроково, нокаутувавши поляка у шостому раунді.
15 жовтня 2022 року зазнав поразки нокаутом в першому раунді від Деонтея Вайлдера (США), після чого вирішив завершити виступи, але 5 серпня 2023 року повернувся, щоб провести перший бій на професійному рингу проти співвітчизника, і здобув перемогу над Мікі Мієлоненом технічним нокаутом в третьому раунді. В цей час британець Ентоні Джошуа готувався до бою 12 серпня з Ділліаном Вайтом, але за кілька днів до бою стало відомо, що Вайт провалив допінг-тест. У команді Джошуа термінову заміну Вайту знайшли в особі Роберта Геленіуса.
Бій Геленіуса, який вийшов в ринг через тиждень після попереднього бою, з Джошуа завершився перемогою британця, який нокаутував фіна у сьомому раунді.